# Parlament Panafrykański
Parlament Panafrykański (ang. Pan-African Parliament, PAP) – instytucja Unii Afrykańskiej ustanowiona na mocy art. 17 Aktu Ustanawiającego UA. Siedziba znajduje się w Midrand w Południowej Afryce. Inauguracja obrad odbyła się 18 marca 2004 roku w parlamencie Etiopii w Addis Abebie. 
Kompetencje określa Traktat z Abudży z 1991 roku. Parlament pełni rolę doradczą i konsultacyjną, nadzoruje budżet organizacji, określa zakres działalności komisji parlamentarnych.
W Parlamencie zasiadają delegaci z 49 państw, które ratyfikowały protokół o ustanowieniu PAP. Delegacja krajowa liczy 5 osób, w tym co najmniej jedną kobietę. Skład delegacji musi odzwierciedlać różnorodność stronnictw politycznych w parlamencie krajowym. Długość kadencji delegatów odpowiada długościom ich kadencji w kraju pochodzenia.
Delegaci zrzeszeni są w kluby regionalne odpowiadające pięciu regionom Unii Afrykańskiej. Każdy klub wybiera swojego przewodniczącego, wchodzą oni w skład prezydium jako przewodniczący parlamentu i 4 wiceprzewodniczących. Sesje plenarne odbywają się 2 razy w roku, trwają nie dłużej niż miesiąc. Istnieje 10 stałych komisji, obradujących 2 razy w ciągu roku (w marcu i we wrześniu). Obecnym przewodniczącym jest Fortune Zephania Charumbira, polityk z Zimbabwe. 
Parlament Panafrykański ma domyślnie zyskać uprawnienia ustawodawcze, a parlamentarzyści mają być wybierani w wyborach powszechnych. 